# Haus der Milelli

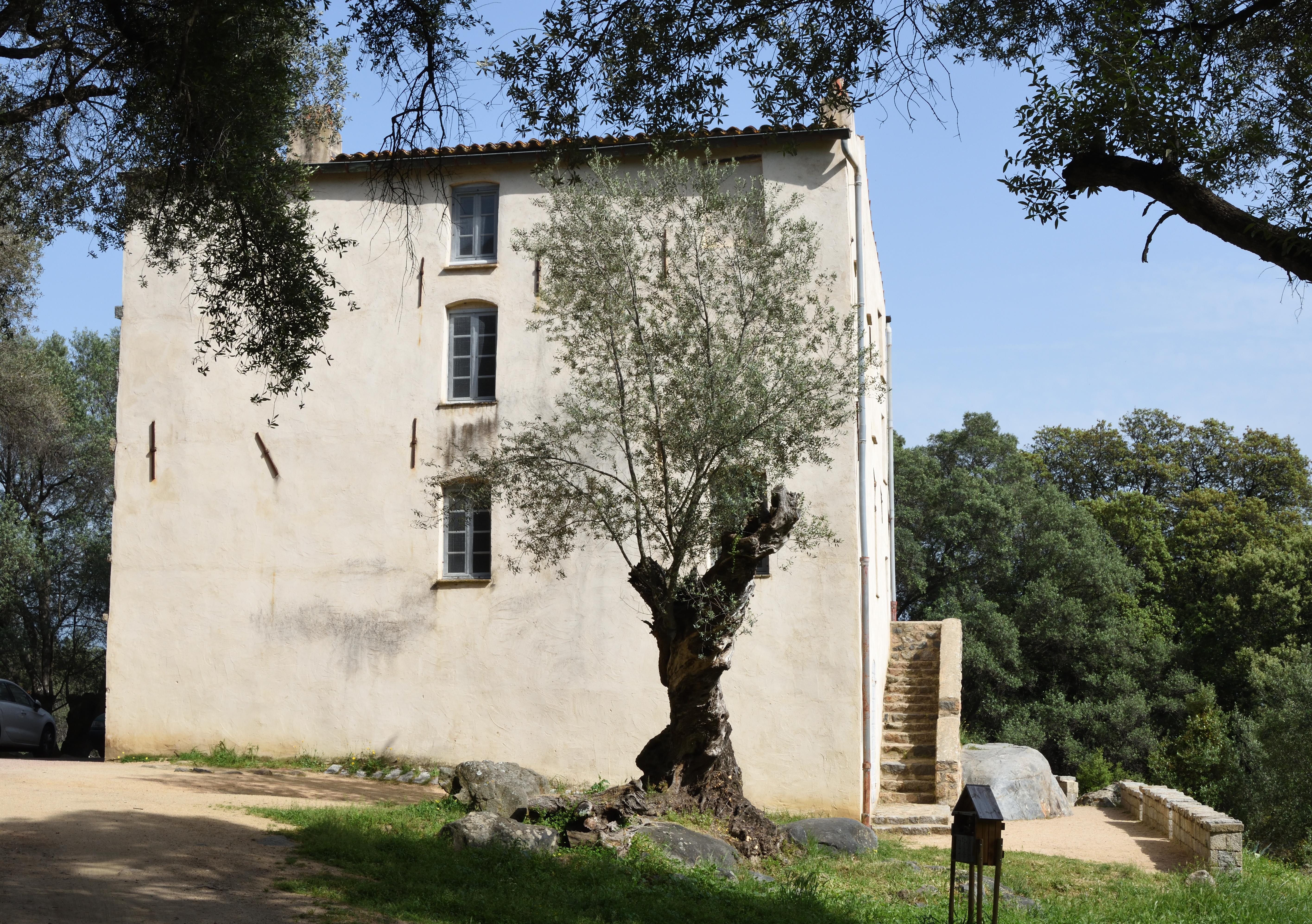
Haus der Milelli

Das Haus der Milelli, französisch Maison des Milelli, ist ein Gutshaus aus dem 17. Jahrhundert oberhalb von Ajaccio, Korsika. Es ist seit 1958 als nationales französisches historisches Monument klassifiziert.

## Geschichte
Paul Emile Odone, ein Urgroßonkel von Napoléon Bonaparte, überließ das Haus den Jesuiten. Als Ludwig XV. 1773 die Jesuiten vertrieb, reklamierte die Familie Buonaparte das Haus für sich. Sie bekam es 1785 zurückerstattet. Das Haus wurde dann vom Joseph Fesch verwaltet. 1793 fanden dort Napoleons Mutter Letizia, seine Schwestern Élisa und Pauline sowie der künftige Kardinal Joseph Fesch Zuflucht vor den Anhängern von Pasquale Paoli. Die Bonapartes setzten sich für ein französisches Korsika ein, während Paoli für die Unabhängigkeit der Insel kämpfte.
Anfang Oktober 1799, nach seinem Ägypten-Feldzug, hielt sich Napoleon 2 Tage im Haus auf, gemeinsam mit seinen Generälen Jean Lannes, Joachim Murat und dem Konteradmiral Honoré Joseph Antoine Ganteaume, bevor er seine Geburtsstadt und die Insel Korsika für immer verließ.

## Gebäude
Das streng anmutende Gebäude mit seinem quadratischen Grundriss ist im typischen Genueser Stil seiner Zeit erbaut. Das fensterlose Erdgeschoss diente als Speicherraum und beherbergte wahrscheinlich eine Olivenpresse. Die Oliven wurden im umgebenden Olivenhain geerntet. Außerdem wurden im Speicherraum all diejenigen Lebensmittel aufbewahrt, die auf der umgebenden Domäne nicht angebaut werden konnten. Heutzutage ist das Haus leer und für Besucher verschlossen.

## Domäne und Park

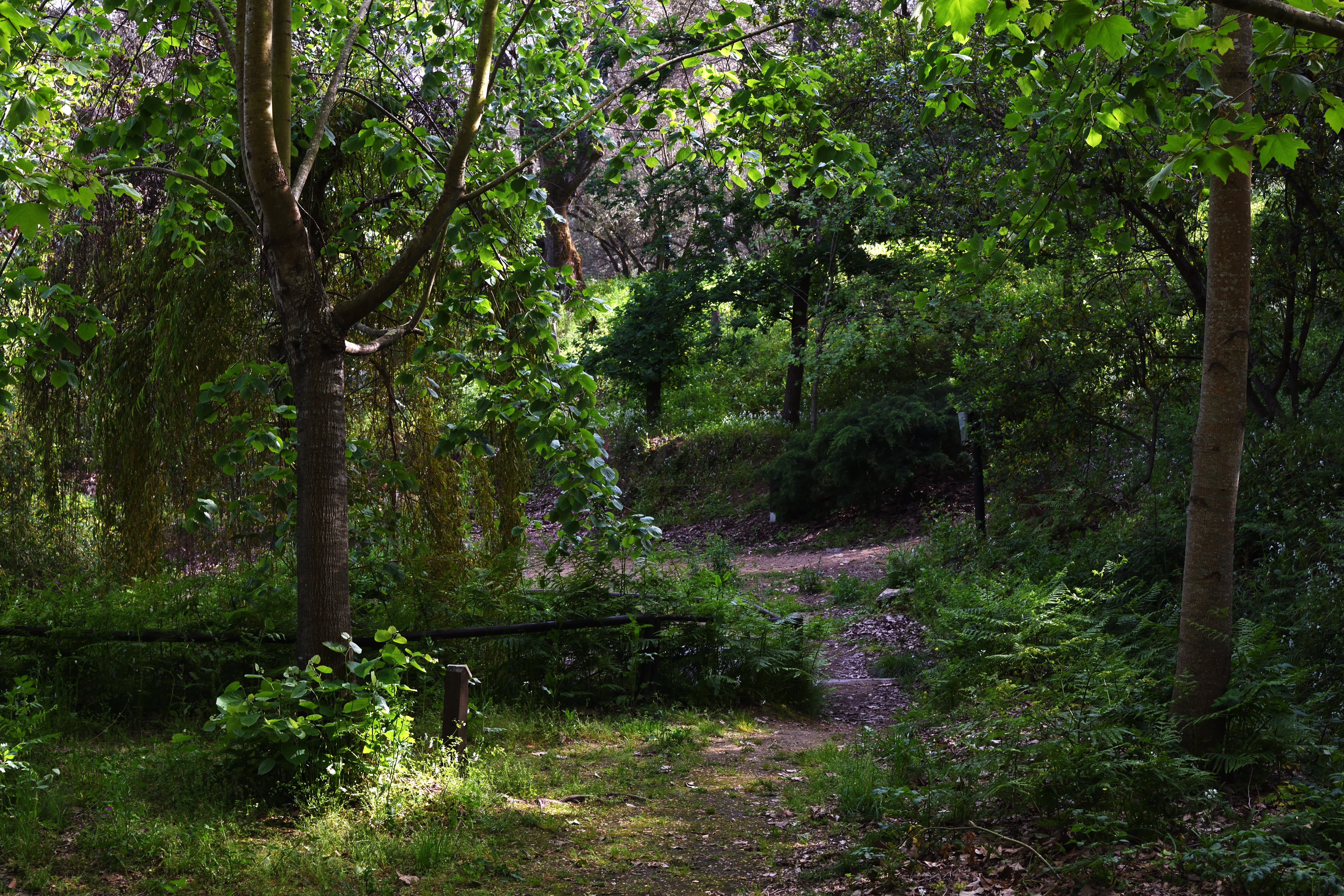
Im Arboretum

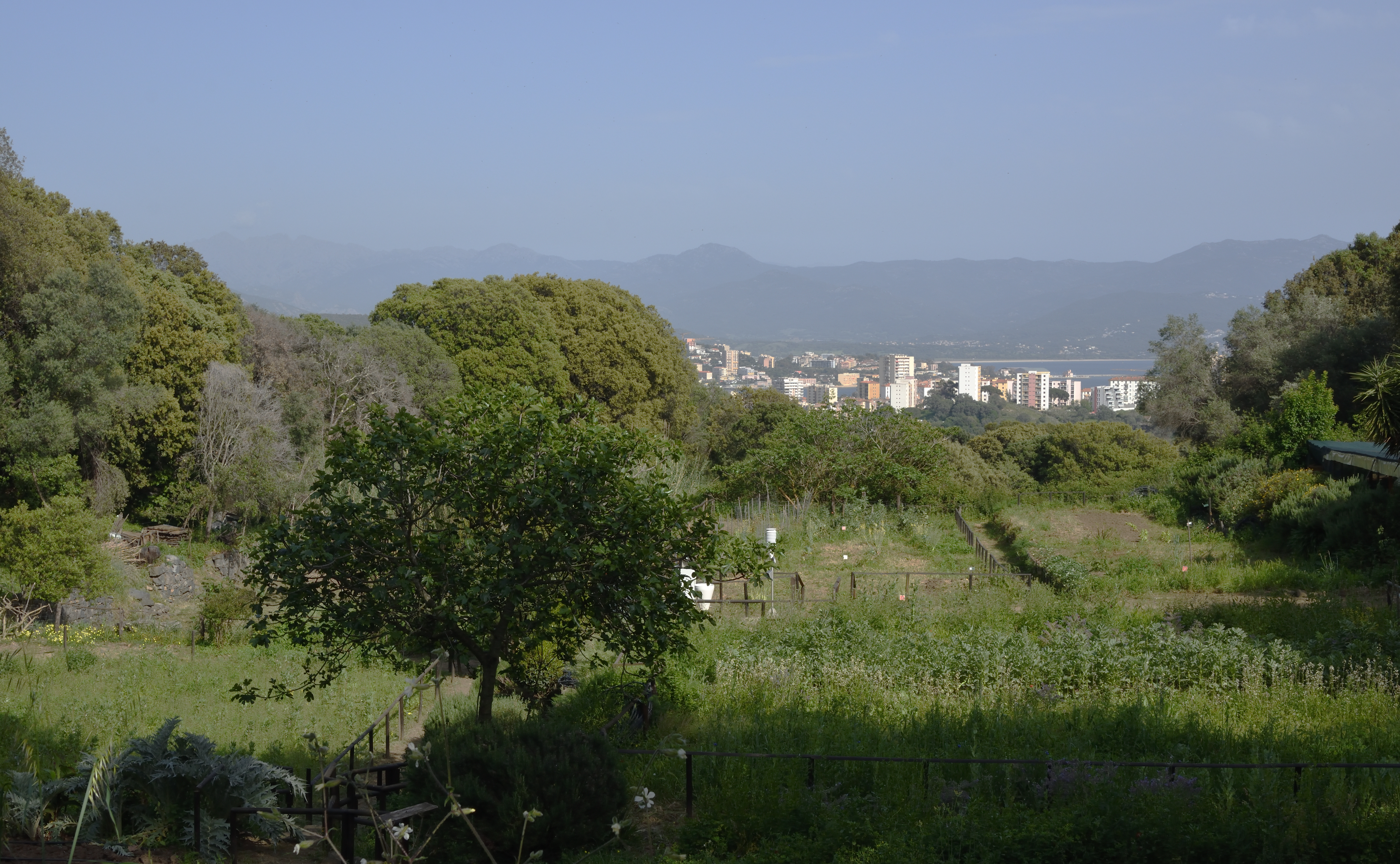
Gemüsegarten. Im Hintergrund Teile der Stadt Ajaccio und der umgebenden Landschaft

Die umgebende landwirtschaftliche Domäne von rund 12 Hektar Fläche ist zum größten Teil von Olivenbäumen bedeckt. Heutzutage dient sie als schattiger öffentlicher Park oberhalb der Stadt. Er wird vom Verein CPIE bewirtschaftet. 1993 wurde auf dem Gelände ein Arboretum und 2003 ein Gemüsegarten eingerichtet. Das Arboretum beherbergt rund 70 einheimische Gehölze. Das Biogemüse kommt zum überwiegenden Teil mittellosen Ajaccinern zugute; ein kleinerer Teil wird direkt vor Ort verkauft.